# Merrick Garland
Pour les articles homonymes, voir Garland.
Merrick Brian Garland, né le 13 novembre 1952 à Chicago, est un juge fédéral américain, en poste à la cour d'appel des États-Unis pour le circuit du district de Columbia depuis 1997. Il est président de l'instance de 2013 à 2020.
Il est procureur général des États-Unis du 10 mars 2021 au 20 janvier 2025 dans l'administration du président démocrate Joe Biden.

## Biographie
Né dans une famille juive pratiquant le judaïsme massorti, il a été diplômé valedictorian (premier de promotion) du Harvard College et est docteur en droit de la Harvard Law School, mention magna cum laude. Comme procureur, il joue un rôle central dans les affaires de l'attentat d'Oklahoma City et de Unabomber.
Cela conduit le président Bill Clinton à le nommer en 1997 membre de la cour d'appel des États-Unis pour le circuit du district de Columbia. En 2013, il en prend la tête.
Le 16 mars 2016, Barack Obama propose sa nomination au poste de juge assesseur de la Cour suprême pour remplacer Antonin Scalia, décédé en février 2016, sous réserve d'un avis favorable du Sénat. Il est politiquement considéré comme centriste. Cependant, la majorité républicaine du Sénat refuse de l'auditionner en cette année d'élection présidentielle. Les sénateurs républicains récalcitrants se rétractent après des critiques venant de leur camp. Les républicains espèrent en effet la victoire d'un républicain qui nommerait un juge plus conservateur.
En janvier 2017, Merrick Garland retrouve la cour d'appel pour le circuit du district de Columbia. Si, depuis sa nomination par Barack Obama, il s'était mis en retrait de la cour sur la plupart de ses dossiers, la victoire de Donald Trump à l'élection présidentielle anéantit ses chances de siéger à la Cour suprême,. Le 31 janvier, Donald Trump choisit Neil Gorsuch pour remplacer Antonin Scalia.
Le 6 janvier 2021, le président élu Joe Biden choisit Merrick Garland pour occuper le poste de procureur général des États-Unis, à la tête du DoJ, dans sa future administration. Le 10 mars 2021, cette nomination est approuvée par le Sénat par 70 voix pour et 30 contre. Il entre en fonction le lendemain.
Le 12 juin 2024, Merrick Garland, est reconnu coupable d'outrage par la Chambre des représentants des États-Unis par 216 voix contre 207.